# Ministri presidenti della Comunità francese del Belgio
Il Ministro presidente della Comunità francese del Belgio (in francese: Ministre-président de la Communauté française de Belgique) è il capo del governo della Comunità francese del Belgio. Questa posizione esiste dal 1981.
Spesso il presidente di questa comunità è stato anche ministro presidente della Vallonia: come Rudy Demotte tra il 2008 e il 2019.
La residenza ufficiale del ministro presidente si trova a Surlet de Chokierplein 15/17 a Bruxelles.
L'attuale ministro presidente è Pierre-Yves Jeholet (MR). Ha prestato giuramento il 17 settembre 2019.

## Elenco dei Ministri presidenti
| Nr. | Nome | Nome                | Partito | Partito | Inizio            | Fine              | Governo    |
| --- | ---- | ------------------- | ------- | ------- | ----------------- | ----------------- | ---------- |
| 1   |      | Philippe Moureaux   |         | PS      | 22 dicembre 1981  | 9 dicembre 1985   | I          |
| 2   |      | Philippe Monfils    |         | PRL     | 9 dicembre 1985   | 2 febbraio 1988   | I          |
| (1) |      | Philippe Moureaux   |         | PS      | 2 febbraio 1988   | 11 maggio 1988    | II         |
| 3   |      | Valmy Féaux         |         | PS      | 11 maggio 1988    | 7 gennaio 1992    | I          |
| 4   |      | Bernard Anselme     |         | PS      | 7 gennaio 1992    | 11 maggio 1993    | I          |
| 5   |      | Laurette Onkelinx   |         | PS      | 11 maggio 1993    | 22 luglio 1999    | I, II      |
| 6   |      | Hervé Hasquin       |         | PRL     | 22 luglio 1999    | 26 luglio 2004    | I          |
| 7   |      | Maria Arena         |         | PS      | 26 luglio 2004    | 20 marzo 2008     | I          |
| 8   |      | Rudy Demotte        |         | PS      | 20 marzo 2008     | 17 settembre 2019 | I, II, III |
| 9   |      | Pierre-Yves Jeholet |         | MR      | 17 settembre 2019 | in carica         | I          |